# فله‌کیا
فله‌کیا (به ایتالیایی: Flecchia) یک منطقهٔ مسکونی در ایتالیا است که در پرای واقع شده‌است. فله‌کیا ۱۹۴ نفر جمعیت دارد و ۵۸۲ متر بالاتر از سطح دریا واقع شده‌است.
این شهر در تاریخ ۱۳۰۵ توسط هواداران فرا دولچینو به آتش کشیده و ویران شد.

## تاریخچه
فله‌کیادر سال ۱۳۰۵ توسط پیروان از فرا دولچینو به آتش کشیده شد و به شدت آسیب دید.
از سال ۱۹۲۸ این یک مجتمع جداگانه شد (شهرداری).

## ساختمان‌های مرتبط
- پالازو ریچیو: قصری، که در مجاورت روستا می‌باشد، در قرن هفدهم در بقایای قلعه قرون وسطایی ساخته شده است.[۵]
- کلیسای صومعه سنت آمبریجو که در اواخر قرن هفدهم ساخته شده است.